# Pretty Flamingo
"Pretty Flamingo" is een nummer van de Britse band Manfred Mann. Op 15 april 1966 werd het uitgebracht als single.

## Achtergrond
"Pretty Flamingo" is geschreven door Mark Barkan en geproduceerd door John Burgess. Het nummer gaat over een vrouw die door mannen "Flamingo" wordt genoemd, omdat "haar haar glanst als de zon en haar ogen de lucht op kunnen lichten". De verteller van het lied is verliefd op deze vrouw. Volgens de dochter van Barkan is het lied gebaseerd op een vrouw die bij hem in de buurt woonde.
Op "Pretty Flamingo" is de latere Cream-bassist Jack Bruce te horen, die korte tijd van Manfred Mann deel uitmaakte. De twintigjarige Geoff Emerick, die later veel met The Beatles zou werken, was de geluidstechnicus bij de opname. De originele demoversie van het lied werd opgenomen door Jimmy Radcliffe in de stijl van The Drifters, maar Barkan was niet blij met het resultaat. Na het overlijden van Barkan in 2020 zei Paul Jones, zanger van Manfred Mann, dat hij de schrijver nooit ontmoet had, maar hem postuum voor het lied wilde bedanken.
"Pretty Flamingo" werd een nummer 1-hit in de Britse UK Singles Chart, net als in de Ierse en Rhodesische hitlijsten. In de Amerikaanse Billboard Hot 100 piekte de single op plaats 29. Daarnaast werd in onder meer Canada, Noorwegen en Zweden de top 10 gehaald. In Nederland behaalde het de vijftiende plaats in zowel de Top 40 als de Parool Top 20. Het lied is gecoverd door onder meer Elvis Costello, Darius, The Everly Brothers, Gerry & the Pacemakers, Gene Pitney, Tommy Roe, Bruce Springsteen en Rod Stewart.

## Hitnoteringen

### Nederlandse Top 40
| Hitnotering: 21-05-1966 t/m 16-07-1966 | Hitnotering: 21-05-1966 t/m 16-07-1966 | Hitnotering: 21-05-1966 t/m 16-07-1966 | Hitnotering: 21-05-1966 t/m 16-07-1966 | Hitnotering: 21-05-1966 t/m 16-07-1966 | Hitnotering: 21-05-1966 t/m 16-07-1966 | Hitnotering: 21-05-1966 t/m 16-07-1966 | Hitnotering: 21-05-1966 t/m 16-07-1966 | Hitnotering: 21-05-1966 t/m 16-07-1966 | Hitnotering: 21-05-1966 t/m 16-07-1966 | Hitnotering: 21-05-1966 t/m 16-07-1966 |
| Week                                   | 1                                      | 2                                      | 3                                      | 4                                      | 5                                      | 6                                      | 7                                      | 8                                      | 9                                      |                                        |
| -------------------------------------- | -------------------------------------- | -------------------------------------- | -------------------------------------- | -------------------------------------- | -------------------------------------- | -------------------------------------- | -------------------------------------- | -------------------------------------- | -------------------------------------- | -------------------------------------- |
| Nummer                                 | 37                                     | 28                                     | 22                                     | 17                                     | 15                                     | 17                                     | 22                                     | 23                                     | 32                                     | uit                                    |

### Parool Top 20
| Hitnotering: 04-06-1966 t/m 18-06-1966 | Hitnotering: 04-06-1966 t/m 18-06-1966 | Hitnotering: 04-06-1966 t/m 18-06-1966 | Hitnotering: 04-06-1966 t/m 18-06-1966 | Hitnotering: 04-06-1966 t/m 18-06-1966 |
| Week                                   | 1                                      | 2                                      | 3                                      |                                        |
| -------------------------------------- | -------------------------------------- | -------------------------------------- | -------------------------------------- | -------------------------------------- |
| Nummer                                 | 20                                     | 19                                     | 15                                     | uit                                    |

### NPO Radio 2 Top 2000
| Nummer met noteringen in de NPO Radio 2 Top 2000 | '99  | '00  | '01 | '02  |
| ------------------------------------------------ | ---- | ---- | --- | ---- |
| Pretty Flamingo                                  | 1890 | 1899 | -   | 1627 |

1. ↑  Een '-' betekent dat het nummer niet was genoteerd en een vetgedrukt getal geeft de hoogste notering aan.
2. ↑  Deze tabel is bijgewerkt tot en met de laatste editie (2024).